# 斯普林布鲁克 (艾奥瓦州)
斯普林布魯克（英語：Springbrook）是一個位於美國愛荷華州傑克遜縣的城市。

## 地理
斯普林布魯克的座標為42°09′43″N 90°28′48″W / 42.16194°N 90.48000°W，而該地的平均海拔高度為262米（即860英尺）。

## 人口
根據2010年美國人口普查的數據，斯普林布魯克的面積為1.55平方千米，當中陸地面積為1.55平方千米，而水域面積為0.00平方千米。當地共有人口144人，而人口密度為每平方千米92人。